# Historia muzealnictwa we Wrocławiu

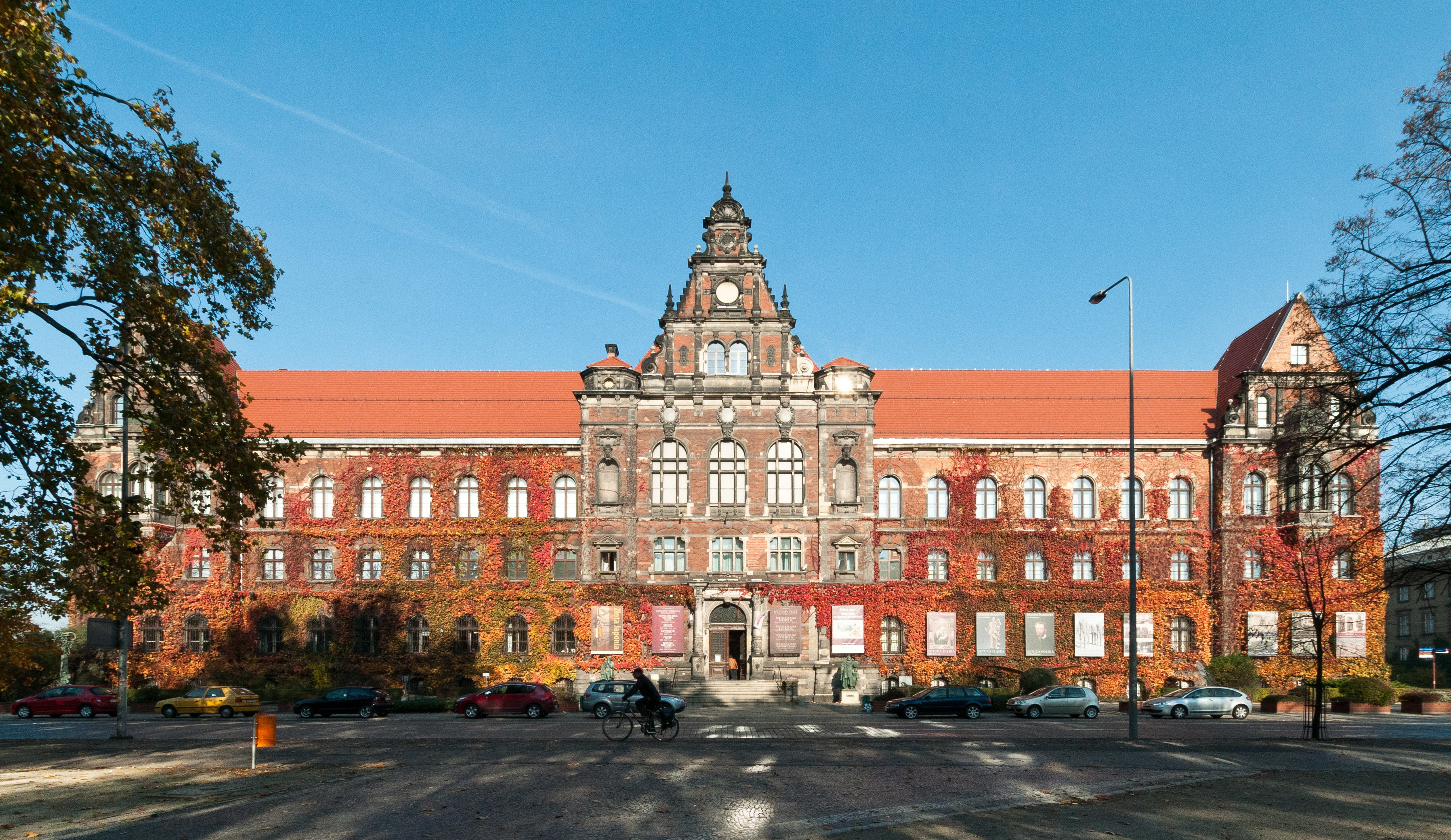
Gmach Muzeum Narodowego we Wrocławiu

We Wrocławiu znajduje się obecnie ok. 25 muzeów różnotematycznych. Historia muzealnictwa we Wrocławiu rozpoczyna się w XIX wieku, jednakże pierwsze ślady kolekcjonerstwa sięgają XVI wieku i są związane z osobą biskupa wrocławskiego Jana Turzo (zm. 1520 roku) z Krakowa oraz patrycjusza Thomasa Rehdigera (zm. w 1576 roku). Ten ostatni był ofiarodawcą 8 tysięcy książek, które trafiły do kościoła św. Elżbiety. Kolekcja ta była w późniejszym czasie podstawą biblioteki znajdującej się przy świątyni. Inne zbiory Rehdigera trafiły w ręce miasta Wrocławia. Były to kolekcje obrazów, rzeźb, monet medali i rękopisów średniowiecznych. 
W wiekach XVII i XVIII kolejne prywatne zbiory trafiały do zbiorów miejskich m.in. rektora gimnazjum Johanna Kaspra Arletiusa (zm. 1784 roku) oraz Johanna Sigismunda Haunolda (1711 roku). W katedrze Marii Magdaleny powstawały zbiory biblioteczne, głównie za sprawą daru Johannesa Hessa (zm. 1547 roku), który przekazał zbiór obrazów i medali. W 1649 roku kolekcja ta została powiększona o zbiory monet i medali ofiarowane przez kupca Gottfrida Richtera. W 1715 i w 1778 roku kolekcja została wzbogacona przez innych kupców wrocławskich: Johanna Kretschmera i Johanna Gottfrida Mentzela a przede wszystkim przewodniczącego wrocławskiej Rady Miejskiej Albrechta Sebischa. Jego zbiory 341 obrazów, 56 tomów grafiki, wyrobów rzemiosła artystycznego i książek dołączyły w 1768 roku do kolekcji kościelnych. Wśród jego obrazów znajdowały się dzieła m.in. Rubensa, Rembrandta czy Tintoretto.
Wiele różnych zbiorów istniało w kilku innych miejscach, w skarbcu katedralnym, w bibliotece kapitulnej, w kościele o.o. Bernardynów i innych.  W 1727 roku został otwarty gabinet numizmatyczny w Ratuszu a znaczna część zbiorów pochodziła z daru pastora Gottfrida Hancke'go. W XVIII i XIX wieku znanymi prywatnymi kolekcjonerami byli Jan Bogumił Korn (zm. 1864), profesor August Kehlert (zm. 1864), Adrian Josef von Hoverden-Plencken (zm. 1875), jubiler Thun oraz buchalter Praetorius.
Po sekularyzacji zakonów w 1810 roku w Bibliotece Uniwersyteckiej zgromadzono przedmioty sakralne (głównie za sprawą Johanna Gustava Bueschinga) pochodzące z kościołów i klasztorów śląskich. Eksponaty te były później przekazywane do innych muzeów. Wiek XIX we Wrocławiu dla muzeów był czasem gromadzenia i powiększania zasobów. Powstawały pierwsze typowe muzea: Muzeum Zoologiczne Uniwersytetu Wrocławskiego (1814 roku), Muzeum Techniczne (ok. 1827) czy też Muzeum Anatomiczne Uniwersytetu Wrocławskiego (1827).

## Placówki muzealne przed 1945 rokiem
- Muzeum Zoologiczne Uniwersytetu Wrocławskiego - założone w 1814 roku,
- Muzeum Techniczne - założone ok. 1827 roku
- Muzeum Anatomiczne Uniwersytetu Wrocławskiego - założone w 1827 roku;
- Muzeum Sztuki i Przemysłu Artystycznego - założone w 1842 roku
- Galeria Malarstwa - założona w 1853 roku;
- Muzeum Botaniczne Uniwersytetu Wrocławskiego - założone w 1853 roku;
- Muzeum Starożytności Śląskich - założone w 1858 roku;
- Muzeum Archeologiczne - założone ok. 1877 roku;
- Śląskie Muzeum Sztuk Pięknych - założone w 1880 roku;
- Muzeum Mineralogiczne Uniwersytetu Wrocławskiego - założone w 1866 roku;
- Miejskie Muzeum Szkolne - założone w 1891 roku;
- Muzeum Geologiczne Uniwersytetu Wrocławskiego - założone formalnie w 1880 roku;
- Śląskie Muzeum Rzemiosła Artystycznego i Starożytności - założone w 1899 roku;
- Muzeum Archidiecezjalne -  założone w 1903 roku;
- Muzeum Antropologiczne Uniwersytetu Wrocławskiego - założone w 1914 roku
- Dom–Muzeum Alberta i Toni Neisserów - powstałe w 1916 roku;
- Muzeum Historii Palestyny przy Wydziale Teologii Rzymsko-katolickiej Uniwersytetu Wrocławskiego
- Muzeum Zamkowe - powstało w 1926 roku;
- Muzeum Żydowskie - powstałe w 1928 roku

## Placówki muzealne po 1945 roku
- Muzeum Archeologiczne - powstałe w 1945 roku;
- Muzeum Pedagogiczne - powstałe w 1945 roku;
- Muzeum Przyrodnicze im. prof. Władysława Rydzewskiego Uniwersytetu Wrocławskiego - założone w 1946 roku;
- Muzeum Anatomiczne Akademii Medycznej - założone w 1951 roku;
- Muzeum Stomatologiczne Akademii Medycznej
- Muzeum Narodowe we Wrocławiu - założone w 1947 roku;
- Muzeum Wojska Polskiego we Wrocławiu - założone w 1947 roku;
- Muzeum Archidiecezjalne;
- Muzeum Historyczne Miasta Wrocławia - założone w 1918 roku
- Muzeum Akademii Sztuk Pięknych we Wrocławiu - powstałe w 1954 roku;
- Muzeum Ewolucji Człowieka Uniwersytetu Wrocławskiego - powstałe w 1954 roku, późniejsze Muzeum Antropologiczne;
- Muzeum Poczty i Telekomunikacji we Wrocławiu;
- Muzeum Etnograficzne - powstałe w 1958 roku;
- Muzeum Rolnicze Akademii Rolniczej we Wrocławiu - powstało w 1963 roku
- Muzeum Miejskie Wrocławia - powstałe w 1965 roku;
- Muzeum Historyczne we Wrocławiu - powstałe w 1965 roku
- Muzeum Sztuki Medalierskiej we Wrocławiu - powstałe w 1965 roku
- Muzeum Architektury we Wrocławiu;
- Muzeum Sztuki Aktualnej - powstało w 1965 roku;
- Muzeum walk o wyzwolenie narodowe i społeczne;
- Muzeum Farmacji Akademii Medycznej
- Muzeum Mineralogiczne im. Kazimierza Maślankiewicza we Wrocławiu - powstało w 1966 roku.
- Muzeum Wojsk Inżynieryjnych Wyższej Szkoły Oficerskiej im. Tadeusza Kościuszki
- Arsenał - Muzeum Oręża
- Muzeum Geologiczne im. Henryka Teisseyre we Wrocławiu - powstało w roku 1981.
- Muzeum Uniwersytetu Wrocławskiego